# Шаяхметов, Медет Шегебаевич
Меде́т Шегеба́евич Шаяхме́тов (каз. Медет Шегебайұлы Шаяхметов; род. 12 июля 1993, Акмола, Казахстан) — казахстанский режиссёр, продюсер, клипмейкер.

## Биография
Родился 12 июля 1993 года в Акмоле. Младший из трёх братьев с раннего детства проявлял способности к искусству; музыкальный слух развивал на протяжении всего взросления так же, как и навыки рисования, увлекался граффити. Окончил школу-лицей № 64 в 2011 году и собирался стать графическим дизайнером. В 2011 году переехал из Астаны в Алматы, поступив в Казахскую Национальную Академию Искусств им. Т. Жургенова на специализацию «Режиссёр монтажа». Происходит из рода Аргын Средний жуз
В апреле 2012 года ему поступило первое серьёзное предложение от Алины Пязок (Little Big Production): это была работа над клипом Гуфа и Басты в качестве мультипликатора.
В декабре 2012 Медет становится обладателем международного образовательного гранта Фонда «Саби» на обучение в Нью-Йоркской Академии Киноискусства и перебирается в Нью-Йорк, где продолжает изучать режиссуру. После года в Нью- Йорке образование продолжается в Лос-Анджелесе, где он получает степень бакалавра искусства в 2016 году. Во время учёбы Медет успевает режиссировать сериал «Q-Елі», снятый по заказу Седьмого канала.

### Карьера
После окончания обучения Медет возвращается в Казахстан, где начинает сотрудничать с местными артистами. Летом 2016 года он снимает клип «Созвездие Ангела» для казахстанского рэпера Jah Khalib . В сентябре того же года Медет по приглашению L’One летит в Москву и снимает клип на композицию «Сон» при участии Монатика, ставшую синглом с третьего студийного альбома L’One «Гравитация». Съёмки проходили в Москве, Киеве и в Мангистауской области, в урочище Акеспе.
В марте 2017 года Медет совместно с казахстанским режиссёром Айсултаном Сеитовым снимает клип «Ламбада» для T-Fest с участием Скриптонита
24 мая 2017 года выходит двойной клип «Вечеринка / Бар — Две лесбухи», который Медет снял для Скриптонита и Jillzay при участии KolyaOlya. Клип был приурочен к релизу второго студийного альбома Скриптонита «Праздник на улице 36».
В ноябре 2017 года, L’One совместно с экс-участником группы Marselle — Nel снимают клип на песню «Хоккеисты», которая вошла в саундтрек телесериала «Чернобыль 2. Зона отчуждения» и является синглом EP альбома L’One «1985». Режиссёром выступил Медет Шаяхметов. Это третья совместная работа Медета и L’One.
В апреле 2018 года Медет снимает клип российскому хип-хоп-исполнителю Элджею на композицию «Suzuki». Съёмки проходили в Алматы, Казахстан. Это был первый проект, полностью спродюсированный продакшном «PBC Worldwide», который основали Медет и его друзья детства Арнай Ормаш и Нурлан Байток. Премьера клипа состоялась 16 мая 2018 года на YouTube.
27 октября 2018 года, в сеть выходит выпуск программы «Декодинг», где Медет и Аян Aniports рассказали, как создавался клип Элджея «Suzuki».
29 октября 2018 года, состоялась премьера клипа «По волнам» для российского хип-хоп артиста Feduk. Клип является рекламной кампанией #DoWhatMovesYou бренда Bacardi.
14 марта 2019 года, состоялась премьера второй совместной работы с российским хип-хоп артистом Feduk, клип на заглавный сингл «More Love» одноимённого альбома More Love. Съёмки клипа проходили в Алматы, Казахстан.
В июле 2019 года проходят съёмки клипа Элджея совместно с косоварской певицей Era Istrefi под названием «Sayonara Детка». Видеоклип выходит в свет 15 августа 2019 года, и набирает более одного миллиона просмотров за сутки.
25 октября 2019 года выходит клип на композицию «Жара» российской певицы Еленой Темниковой.
25 декабря 2019 года Медет выступает режиссёром двойного клипа казахского рэп-исполнителя Скриптонита на композицию «Як 2». «Як 2» — это первая за два года совместная работа Медета Шаяхметова и Скриптонита после двойного клипа на композицию «Вечеринка / Бар — Две лесбухи» вышедшего 24 мая 2017 года. Видео набрало более 20 миллионов просмотров в YouTube.
30 декабря 2019 года ровно через пять дней после релиза двойного клипа «Як 2», в сети состоялась премьера клипа Скриптонита «Похвастаться», режиссёром выступил также Медет Шаяхметов..
Помимо музыкальных клипов Медет снимает рекламные кампании на территории стран СНГ.

## Фильмография

### Фильмы
| Год  | Фильм                        | Примечание                                    |
| ---- | ---------------------------- | --------------------------------------------- |
| 2014 | Escape                       | короткометражный фильм                        |
| 2015 | Q-Елі (1 сезон, 10 эпизодов) | сериал                                        |
| 2016 | Brothers                     | короткометражный фильм                        |
| 2025 | Baby Invasion                | полнометражный фильм (режиссер второго плана) |

### Видеоклипы
| Год  | Песня                           | Исполнитель                          | Ссылка |
| ---- | ------------------------------- | ------------------------------------ | ------ |
| 2012 | «В каждый новый город»          | Карандаш                             | Видео  |
| 2012 | «Цаца»                          | Buhar Jerreau                        | Видео  |
| 2015 | «Дай Мяч»                       | Big Som                              | Видео  |
| 2016 | «Ближе»                         | Big Som feat. Luina                  | Видео  |
| 2016 | «Жауап бар ма?»                 | Moldanazar                           | Видео  |
| 2016 | «Созвездие Ангела»              | Jah Khalib                           | Видео  |
| 2016 | «Сверчки»                       | Zoloto                               | Видео  |
| 2016 | «Real»                          | Pompeya                              | Видео  |
| 2016 | «Сон»                           | L’One feat. Monatik                  | Видео  |
| 2017 | «Огонь и вода»                  | L’One                                | Видео  |
| 2017 | «Ламбада»                       | Скриптонит (уч. T-Fest)              | Видео  |
| 2017 | «Вечеринка / Бар — Две лесбухи» | Скриптонит / Jillzay feat. KolyaOlya | Видео  |
| 2017 | «#ЭтоМоё»                       | Егор Крид                            | Видео  |
| 2017 | «Хоккеисты»                     | L’One feat. Nel                      | Видео  |
| 2018 | «Не уходи»                      | Zoloto                               | Видео  |
| 2018 | «Uyat Emes»                     | Truwer                               | Видео  |
| 2018 | «Suzuki»                        | Элджей                               | Видео  |
| 2018 | «До солнца»                     | Loc-Dog feat. Ёлка                   | Видео  |
| 2018 | «По волнам»                     | Feduk                                | Видео  |
| 2019 | «More Love»                     | Feduk                                | Видео  |
| 2019 | «Sayonara Детка»                | Элджей, Era Istrefi                  | Видео  |
| 2019 | «Жара»                          | Елена Темникова                      | Видео  |
| 2019 | «Rude Mantras / Грубые Мантры»  | Andy Panda                           | Видео  |
| 2019 | «Як 2»                          | Скриптонит                           | Видео  |
| 2019 | «Похвастаться»                  | Скриптонит                           | Видео  |
| 2020 | «Колеса»                        | Скриптонит                           | Видео  |
| 2024 | "Dirty Nachos"                  | Chief Keef                           | Видео  |